# Pedro Oriol
Pedro Oriol Sánchez-Blanco (1985) is een Spaans professioneel golfer.

## Amateur
In 2006 won Oriol de Biarritz Cup met een score van 64-65-67-67=263, bij de dames won Caroline Afonso met 278.
In 2008 ging Oriol al naar de Tourschool, waar hij tweede werd bij Stage 1.

### Gewonnen
- 2005: Italiaans Amateur
- 2006: Biarritz Cup
- 2009: Campeonato de Canarias

## Professional
In 2010 werd Oriol professional en won zijn eerste toernooi als pro op de baan van La Moralega met een ronde van -5. Verder speelde hij acht toernooien op de Europese Challenge Tour. Eind 2010 haalde hij via de Tourschool een kaart voor de Europese PGA Tour.

### Gewonnen
- 2009: Club de Campo Villa de Madrid (Alps Tour, als amateur)